# Střítež (ort i Tjeckien, Södra Böhmen)
Střítež är en ort i Tjeckien.   Den ligger i regionen Södra Böhmen, i den södra delen av landet, 150 km söder om huvudstaden Prag. Střítež ligger 670 meter över havet och antalet invånare är 366.
Terrängen runt Střítež är platt åt nordost, men åt sydväst är den kuperad. Runt Střítež är det ganska glesbefolkat, med 32 invånare per kvadratkilometer. Närmaste större samhälle är Český Krumlov, 9,6 km väster om Střítež. I omgivningarna runt Střítež växer i huvudsak blandskog.